# Československá basketbalová liga 1979-1980
La Československá basketbalová liga 1979-1980 è stata la 52ª edizione del massimo campionato cecoslovacco di pallacanestro maschile. La vittoria finale è stata ad appannaggio dell'Inter Bratislava.

## Risultati

### Stagione regolare
|     | Squadra           | G  | V  | P  | PF   | PS   | Pt. | Qualificazione |
| --- | ----------------- | -- | -- | -- | ---- | ---- | --- | -------------- |
| 1.  | Inter Bratislava  | 32 | 27 | 5  | 3123 | 2588 | 59  |                |
| 2.  | Zbrojovka Brno    | 32 | 24 | 8  | 3123 | 2588 | 59  |                |
| 3.  | Dukla Olomouc     | 32 | 20 | 12 | 2742 | 2706 | 52  |                |
| 4.  | Slavia VŠ Praga   | 32 | 18 | 14 | 2816 | 2737 | 50  |                |
| 5.  | Tatran Ostrava    | 32 | 16 | 16 | 2733 | 2778 | 48  |                |
| 6.  | Baník Ostrava     | 32 | 15 | 17 | 2871 | 2913 | 47  |                |
|     |                   |    |    |    |      |      |     |                |
| 7.  | Slávia VŠD Žilina | 32 | 17 | 15 | 2740 | 2730 | 49  |                |
| 8.  | Pardubice         | 32 | 17 | 15 | 2820 | 2701 | 49  |                |
| 9.  | Sparta ČKD Praga  | 32 | 17 | 15 | 2901 | 2837 | 49  |                |
| 10. | Baník Prievidza   | 32 | 11 | 21 | 2641 | 2709 | 43  | retrocesse     |
| 11. | Baník Handlová    | 32 | 7  | 25 | 2752 | 3104 | 39  | retrocesse     |
| 12. | Slavoj Litoměřice | 32 | 3  | 29 | 2550 | 3066 | 35  | retrocesse     |

| Československá basketbalová liga 1979-1980 |
| ------------------------------------------ |
| Inter Bratislava 2º titolo                 |

## Formazione vincitrice
| N° | Naz.                      | Ruolo | Sportivo         |  | Alt. |  |
| -- | ------------------------- | ----- | ---------------- |  | ---- |  |
|    | Cecoslovacchia (bandiera) | A     | Stano Kropilák   |  | 208  |  |
|    | Cecoslovacchia (bandiera) |       | Marian Kotleba   |  |      |  |
|    | Cecoslovacchia (bandiera) | A     | Peter Rajniak    |  | 200  |  |
|    | Cecoslovacchia (bandiera) | A     | Justin Sedlák    |  | 200  |  |
|    | Cecoslovacchia (bandiera) | G     | Pavol Bojanovský |  | 192  |  |
|    | Cecoslovacchia (bandiera) |       | Jozef Michalko   |  |      |  |
|    | Cecoslovacchia (bandiera) |       | Mašura           |  |      |  |
|    | Cecoslovacchia (bandiera) |       | Plesník          |  |      |  |
|    | Cecoslovacchia (bandiera) |       | Považanec        |  |      |  |
|    | Cecoslovacchia (bandiera) |       | Kevenský         |  |      |  |
|    | Cecoslovacchia (bandiera) |       | Stanček          |  |      |  |
|    | Cecoslovacchia (bandiera) |       | P. Jančura       |  |      |  |
|    | Cecoslovacchia (bandiera) | All.  | Rudolf Stanček   |  |      |  |

## Fonti
- Ing. Pavel Šimák: Historie československého basketbalu v číslech (1932-1985), Basketbalový svaz ÚV ČSTV, květen 1985, 174 stran
- Ing. Pavel Šimák: Historie československého basketbalu v číslech, II. část (1985-1992), Česká a slovenská basketbalová federace, březen 1993, 130 stran
- Juraj Gacík: Kronika československého a slovenského basketbalu (1919-1993), (1993-2000), vydáno 2000, 1. vyd, slovensky, BADEM, Žilina, 943 stran
- Jakub Bažant, Jiří Závozda: Nebáli se své odvahy, Československý basketbal v příbězích a faktech, 1. díl (1897-1993), 2014, Olympia, 464 stran